# Landeszentrale für politische Bildung
Die sechzehn Landeszentralen für politische Bildung der deutschen Länder sind Einrichtungen zur Förderung und Vertiefung der politischen Bildung und des staatsbürgerlichen Verantwortungsbewusstseins der Bürger eines Landes. In vielen Aufgabendefinitionen wird zudem auf die Festigung der freiheitlich-demokratischen Grundordnung und die Förderung der demokratischen Teilhabe eingegangen. Die Landeszentralen für politische Bildung handeln überparteilich, sind aber einem Ministerium angegliedert und je nach Bundesland beispielsweise als Landesanstalt oder Landeseinrichtung organisiert. Sie sind unabhängig von der Bundeszentrale für politische Bildung (bpb) und stellen deren Pendants auf Landesebene dar. Als gemeinsames Angebot zur politischen Bildung stellen die Landeszentralen im Rahmen einer Bundesarbeitsgemeinschaft (BAG) das Informationsportal zur politischen Bildung bereit, welches von der Landeszentrale für politische Bildung Baden-Württemberg betreut und entwickelt wird.

## Geschichte

### Überblick
Die Ministerpräsidentenkonferenz der Länder verabredete im Februar 1954, zentrale Einrichtungen für die staatsbürgerliche Bildungsarbeit in allen Bundesländern ins Leben zu rufen. Dieser Beschluss wurde in den Ländern, als föderaler Gliederung Deutschlands, sehr unterschiedlich und erst nach und nach umgesetzt. Historische Entwicklung und organisatorische Ausprägung und Anbindung der Landeszentralen variieren von Bundesland zu Bundesland. Bereits 1947 wurde die Vorgängerorganisation der heutigen Landeszentrale für politische Bildung Nordrhein-Westfalen, das Äquivalent in Niedersachsen 1955 gegründet. In den neuen Bundesländern wurden die Landeszentralen Anfang der 1990er Jahre nach westdeutschem Vorbild im Zuge des Länderverwaltungsaufbaus eingerichtet.
Auf Grund des Bildungsföderalismus in Deutschland existieren auf Bundes- und Landesebene Zentralen für die politische Bildung, die unabhängig voneinander arbeiten, zum Teil aber auch kooperieren. In den 1990er-Jahren verstärkte sich die Zusammenarbeit der Landeszentralen und der Bundeszentrale für politische Bildung auf den Ebenen von Publikationen, Tagungen und Förderarbeit.

### Niedersächsischer Sonderweg (2005–2017)
Die Niedersächsische Landeszentrale für politische Bildung wurde auf Beschluss der Niedersächsischen Landesregierung unter Ministerpräsident Christian Wulff und Innenminister Uwe Schünemann zum 31. Dezember 2004 aus vorgeblich finanziellen Gründen aufgelöst. Dies führte zu erheblichen Protesten, unter anderem durch die Bundeszentrale für politische Bildung. Bildungsaufgaben wurden anschließend dem niedersächsischen Verfassungsschutz übertragen, was zu Kritik und Protesten führte. Ersatzweise wurden die Aufgaben der niedersächsischen Landeszentrale für politische Bildung unter anderem auch von der Bundesarbeitsgemeinschaft Politische Bildung Online übernommen. Im April 2016 beschloss der Niedersächsische Landtag einstimmig die Wiedererrichtung einer Niedersächsischen Landeszentrale für politische Bildung. Sie wurde am 25. Januar 2017 eröffnet und wird von Ulrika Engler geleitet.

## Auftrag
Der Auftrag der Bundeszentrale für politische Bildung und der Landeszentralen für politische Bildung wurde zuletzt im Münchner Manifest vom 26. Mai 1997 formuliert. Dazu gehört insbesondere, dass politische Bildung "pluralistisch, überparteilich und unabhängig" sein muss und die politische Partizipation der Bürger fördert.
Die Aufgaben der Landeszentralen bestehen vor allem darin,
- das demokratische und politische Bewusstsein der Bürger zu stärken und
- deren aktive Beteiligung am politischen Leben zu fördern.

Das Profil der Arbeit der Zentralen ist gekennzeichnet durch
- Tagungen, Seminare, Foren, Kongresse und Studienfahrten
- Publikationen zu wichtigen Themen
- Lehr- und Lernmittel zur politischen Bildung
- Entwicklung neuer Methoden und Nutzung neuer Informationsvermittlungstechniken
- Ausstellungen und Wettbewerbe
- Aufbau und Koordination eines Netzwerks der politischen Bildung"
- Unterstützung und Förderung eines pluralistischen Bildungsangebots.[15]

All dies soll, sowohl in den Publikationen wie in den Veranstaltungen, durch ein hohes Maß an Überparteilichkeit und Objektivität gewährleistet werden.

## Landeszentralen in Deutschland
- Bayerische Landeszentrale für politische Bildungsarbeit
- Berliner Landeszentrale für politische Bildung[16]
- Brandenburgische Landeszentrale für politische Bildung
- Hessische Landeszentrale für politische Bildung
- Landesbeauftragter für Politische Bildung Schleswig-Holstein
- Landeszentrale für politische Bildung Baden-Württemberg
- Landeszentrale für politische Bildung Bremen
- Landeszentrale für politische Bildung Hamburg
- Landeszentrale für politische Bildung Mecklenburg-Vorpommern
- Landeszentrale für politische Bildung Nordrhein-Westfalen
- Landeszentrale für politische Bildung Rheinland-Pfalz
- Landeszentrale für politische Bildung des Saarlandes
- Landeszentrale für politische Bildung Sachsen-Anhalt
- Landeszentrale für politische Bildung Thüringen
- Niedersächsische Landeszentrale für politische Bildung
- Sächsische Landeszentrale für politische Bildung